# Bolonjski proces
Bolónjski procès je postopek usklajevanja visokošolskih študijskih procesov in harmonizacije akademskih nazivov v Evropi. Cilji Bolonjskega procesa so opredeljeni v Bolonjski deklaraciji, ki so jo leta 1999 v italijanskem mestu Bologna podpisali ministri za šolstvo 29 evropskih držav. Srečanju v Bologni so v naslednjih letih sledila srečanja na ministrski ravni v Pragi (2001), Berlinu (2003) in Bergnu (2005).
Pred podpisom Bolonjske deklaracije je bila leta 1988 na srečanju rektorjev univerz, posvečenem devetstoti obletnici ustanovitve Univerze v Bologni, izdana Magna Carta Universitatum. Leto pred Bolonjsko deklaracijo so ministri za šolstvo Francije, Nemčije, Italije in Združenega kraljestva leta 1998 v Parizu podpisali Sorbonsko deklaracijo, s katero so se zavezali uskladiti arhitekturo evropskega sistema visokega šolstva. Zategadelj se posebej v Franciji za proces uporablja izraz »sorbonsko/bolonjski proces«.
Svet Evrope in UNESCO sta skupaj izdala Lizbonsko konvencijo o priznavanju akademskih kvalifikacij kot delu tega procesa, kar je ratificirala večina držav podpisnic bolonjskega procesa.
Cilji bolonjskega študija so mobilnost študentov in učiteljev (mednarodnost), 
sodelovalnost med inštitucijami ter med učitelji in študenti, vseživljenjsko učenje, 
povezovanje študija in raziskovanja, evropskost vsebin, osebnostni razvoj in priprava diplomantov na aktivno državljanstvo, večanje znanja, spodbujanje znanstvenega raziskovanja. Doseči jih želi s transparentnim študijem, akademsko odličnostjo, primerljivostjo diplom, večjim upoštevanjem študentov ipd., 
kar vse naj napravi študij učinkovit, diplomante bolj zaposljive, Evropo in svet pa stabilna, mirna in tolerantna. Te cilje naj bi dosegli med drugim z dvostopenjskim študijem, enotnim kreditnim sistemom ocen in dodatkom k diplomi.

## Kritika
Kritiki razumejo bolonjski proces kot grožnjo akademski avtonomiji. V resnici Bolonjska deklaracija podpira tradicijo akademske svobode. 